# 格伦·莱斯
格伦·安東尼·莱斯一世（英語：Glen Anthony Rice Sr，1967年5月28日—），美国职业篮球运动员，前美国NBA联盟球员，司职小前鋒，被认为是優秀的外圍射手之一。

## 大學生涯
早在大學時代，萊斯就以出色的外圍投射而聞名。1989年NCAA冠軍賽中，萊斯便以31分及11籃板幫助密茲根大學擊敗對手，並當選該屆NCAA最有價值球員。萊斯以2442分成為NCAA「十强」(Big Ten) 分區的得分王，隨即投身NBA，展開其職業球員的生涯。

## NBA生涯

### 邁阿密熱火
萊斯被成軍兩年的邁阿密熱火隊揀選，在新秀年已展現出非凡的得分能力，以13.6分、新秀第四高得分的成績入選最佳新秀陣容第二隊。1990－91年賽季，萊斯的得分進一步，以17.4分成為隊中第二號得分主力，並且以184投71中的三分球命中率寫下隊史紀錄。
1991－92年，萊斯的進攻破壞力更進一步提升，以22.3分成為當年聯盟得分榜第10位，同時亦改寫了自己於前一年創下的三分球紀錄（306投155中）。該年萊斯協助熱火隊打進了史上第一次的季後賽，可惜於第一輪不敵尋求衛冕、由（Michael Jordan）領軍的芝加哥公牛隊，被3-0橫掃出局。1992－93年，萊斯的得分稍為回落，球隊的表現亦不甚突出，唯一可喜的是，萊斯於這季終於能夠82場全勤出賽。
1993－94年，萊斯連續第三季成為隊上的得分王，並且帶領熱火隊打出隊史最佳成績（42勝40負），於球隊成軍六年內第二次打進季後賽。可惜這次同樣於第一輪便出局，3-2敗給亞特蘭大老鷹隊。
1994－95年，雖然球隊再次未能打入季後賽，可是萊斯卻打出加入聯盟以來的最佳成績，並刷新多項隊史紀錄。而他於1995年的全明星週末中，亦奪得職業生涯的第一個個人獎項：三分大賽冠軍。
在邁阿密期間，萊斯的得分能力讓他成為球隊不可或缺的靈魂人物，不但成功帶領球隊打進季後賽，並且創下多項隊史紀錄，可說是球隊創立以來的第一位重要的明星球員。

### 夏洛特黃蜂
1995年，萊斯與佳格 (Matt Geiger) 、Khalid Reeves及一個1996年第一輪選秀權被送往夏洛特黃蜂隊以換取 (Alonzo Mourning)、LeRon Ellis and Pete Myers。
萊斯在黃蜂隊的第一年，便以21.6分成為隊上得分王，並在當年得分榜排第12位。此外，萊斯多項數據表現突出，包括創下連續32場均投入至少一個三分球的隊史紀錄。由於這季的傑出表現，讓他入選職業生涯中的第一次明星賽。
1996年，是萊斯職業生涯的第一個高峰，這年他以26.8分的成績，位列得分榜第三，排名僅次於喬登及卡爾·馬龍 (Karl Malone) 之後，並且以47%的命中率領先三分球射手榜。靠著這優秀成績，萊斯第二次入選明星賽，並且創下明星賽史上紀錄：第三節取得20分及下半場取得24分，順理成章得到生涯第二個個人獎項：明星賽最有價值球員。他曾連續5場取得30分或以上，創下另一個隊史紀錄。萊斯率領球隊以當時隊史最佳成績54勝28負闖入季後賽，可惜於第一輪以0勝3負被纽约尼克斯淘汰。
1997年，萊斯繼續成為球隊得分王，並三度入選明星賽。同年率領球隊在季後賽第一輪擊退亞特蘭大老鷹隊，卻第二輪遭芝加哥公牛隊淘汰。
總結在夏洛特黃蜂隊的三年裏，萊斯達到了個人職業生涯的第一個高峰，尤其是取得明星賽的最有價值球員獎最令人稱羨。而且亦是黃蜂隊中的頭號得分王，彌補了原先隊上重要人物莫寧和拉里· (Larry Johnson) 離隊的缺口。

### 洛杉磯湖人
1999年，球季因球員罷工而縮減至50場，萊斯亦於這一年的球季開始後不久被黃蜂隊交易至湖人隊，以交換當時的兩名球員 (Eddie Jones) 及艾頓·甘保 (Elden Campbell)。由於當時湖人隊已漸漸確立由沙奎爾·歐尼爾 (Shaquille O'Neal) 和 (Kobe Bryant) 為球隊核心的模式，因此萊斯在湖人隊中不再是領軍人物，但卻是不可或缺的重要人物，尤其當奧尼爾側重內線攻擊、高比的外線未夠火侯時，萊斯的三分球便成為球隊的重要武器之一。當年他三分球命中率是全隊之冠 (39.3%)，罰球命中率亦領先全隊 (85.6%)。雖然湖人隊於這年季後賽第二輪中遭聖安東尼奧馬刺隊以4比0的成績橫掃出局，但「湖人三巨頭」已逐漸成型。
1999年至2000年球季，湖人隊成功邀請前公牛隊總教練菲爾· (Phil Jackson) 復出執教，將「三角戰術」帶到湖人隊，萊斯則被定位為外線射手。這年他的三分球命中率及罰球命中率依然是全隊第一（分別為36.7%及87.4%），並成為隊中第三得分點。隨著球隊於季後賽中先後擊敗沙加緬度國王隊、太陽隊、波特蘭及印第安那溜馬隊，萊斯亦得到他職業生涯中唯一一枚冠軍指環。

### 纽约尼克斯
2000年，萊斯在一宗涉及四隊的交易中被換至纽约尼克斯，三分球雖然仍保持一定的火喉，但績效已明顯下降。翌年即被交易至休士頓火箭隊。

### 休士頓火箭
2001年，萊斯被交易至火箭隊。由於受膝傷所困，當年只能出賽20場，各項統計數據亦跌至職業生涯新低。缺少了他的火力支援，火箭隊只錄得28勝54負的成績，亦未能晉身季後賽。
雖然如此，但火箭隊卻於2002年的選秀會中，幸運地抽到狀元籤，得以選進中國長人姚明；此時，萊斯亦逐漸康復，協助球隊取得43勝39負的成績，同年他亦成為歷來第48位取得18000分的球員。

### 洛杉磯快船
2003年，萊斯來到洛杉磯快艇隊擔任替補，然而整季只上陣18場，最後悄然離開奮鬥了15年的戰場，留下共1000場、總得分18336分、平均18.3分、40%三分球命中率的輝煌成績。

## NBA生涯數據

### 例行賽
| 賽季     | 球隊   | GP    | GS  | MPG  | FG%  | 3P%   | FT%   | RPG | APG | SPG | BPG | PPG  |
| -------- | ------ | ----- | --- | ---- | ---- | ----- | ----- | --- | --- | --- | --- | ---- |
| 1989–90  | MIA    | 77    | 60  | 30.0 | .439 | .246  | .734  | 4.6 | 1.8 | 0.9 | 0.4 | 13.6 |
| 1990–91  | MIA    | 77    | 77  | 34.4 | .461 | .386  | .818  | 4.9 | 2.5 | 1.3 | 0.3 | 17.4 |
| 1991–92  | MIA    | 79    | 79  | 38.1 | .469 | .391  | .836  | 5.0 | 2.3 | 1.1 | 0.4 | 22.3 |
| 1992–93  | MIA    | 82    | 82  | 37.6 | .440 | .383  | .820  | 5.2 | 2.2 | 1.1 | 0.3 | 19.0 |
| 1993–94  | MIA    | 81    | 81  | 37.0 | .467 | .382  | .880  | 5.4 | 2.3 | 1.4 | 0.4 | 21.1 |
| 1994–95  | MIA    | 82    | 82  | 36.8 | .475 | .410  | .855  | 4.6 | 2.3 | 1.4 | 0.2 | 22.3 |
| 1995–96  | CHA    | 79    | 79  | 39.8 | .471 | .424  | .837  | 4.8 | 2.9 | 1.2 | 0.2 | 21.6 |
| 1996–97  | CHA    | 79    | 78  | 42.6 | .477 | .470* | .867  | 4.0 | 2.0 | 0.9 | 0.3 | 26.8 |
| 1997–98  | CHA    | 82    | 82  | 40.2 | .457 | .433  | .849  | 4.3 | 2.2 | 0.9 | 0.3 | 22.3 |
| 1998–99  | LAL    | 27    | 25  | 36.5 | .432 | .393  | .856  | 3.7 | 2.6 | 0.6 | 0.2 | 17.5 |
| 1999–00† | LAL    | 80    | 80  | 31.6 | .430 | .367  | .874  | 4.1 | 2.2 | 0.6 | 0.2 | 15.9 |
| 2000–01  | NYK    | 75    | 25  | 29.5 | .440 | .389  | .852  | 4.1 | 1.2 | 0.5 | 0.2 | 12.0 |
| 2001–02  | HOU    | 20    | 20  | 30.3 | .389 | .281  | .800  | 2.4 | 1.6 | 0.6 | 0.2 | 8.6  |
| 2002–03  | HOU    | 62    | 26  | 24.7 | .429 | .398  | .759  | 2.5 | 1.0 | 0.4 | 0.1 | 9.0  |
| 2003–04  | LAC    | 18    | 0   | 14.6 | .289 | .179  | 1.000 | 2.3 | 1.3 | 0.3 | 0.0 | 3.7  |
| 生涯     | 生涯   | 1,000 | 876 | 35.0 | .456 | .400  | .846  | 4.4 | 2.1 | 1.0 | 0.3 | 18.3 |
| 明星賽   | 明星賽 | 3     | 0   | 18.7 | .395 | .600  | 1.000 | 1.0 | 1.0 | 0.7 | 0.0 | 16.3 |

### 季後賽
| 賽季  | 球隊 | GP | GS | MPG  | FG%  | 3P%  | FT%  | RPG | APG | SPG | BPG | PPG  |
| ----- | ---- | -- | -- | ---- | ---- | ---- | ---- | --- | --- | --- | --- | ---- |
| 1992  | MIA  | 3  | 3  | 39.7 | .375 | .250 | .857 | 3.3 | 1.7 | 0.7 | 0.0 | 19.0 |
| 1994  | MIA  | 5  | 5  | 39.0 | .382 | .304 | .750 | 7.2 | 2.0 | 2.2 | 0.4 | 13.0 |
| 1997  | CHA  | 3  | 3  | 45.7 | .491 | .375 | .913 | 3.7 | 3.7 | 1.3 | 0.3 | 27.7 |
| 1998  | CHA  | 9  | 9  | 41.0 | .474 | .306 | .833 | 5.7 | 1.4 | 0.6 | 0.3 | 22.8 |
| 1999  | LAL  | 7  | 7  | 43.9 | .446 | .357 | .966 | 3.9 | 1.6 | 0.7 | 0.1 | 18.3 |
| 2000† | LAL  | 23 | 23 | 33.3 | .408 | .418 | .798 | 4.0 | 2.1 | 0.7 | 0.2 | 12.4 |
| 2001  | NYK  | 5  | 0  | 28.8 | .462 | .429 | .875 | 4.4 | 0.6 | 0.6 | 0.2 | 12.2 |
| 生涯  | 生涯 | 55 | 50 | 37.0 | .433 | .362 | .845 | 4.5 | 1.8 | 0.8 | 0.2 | 16.1 |

## 成就／榮譽

### NBA成就
- 1次NBA總冠軍：2000（洛杉磯湖人隊）
- 3次NBA全明星球員：1996、1997、1998
- NBA最佳新秀陣容：第二陣容（1990）
- 1次NBA全明星賽最有價值球員：1997
- 1次NBA全明星賽三分大賽冠軍：1995

### NBA生涯里程碑
- NBA史上紀錄
  - NBA歷史上三分球入球總數第四（1559球）
  - NBA歷史上三分球起手總數第九（3896次）
  - NBA歷史上三分球命中率第二十三（40%）
- 隊史紀錄
  - 邁阿密熱火
    - 總得分第一（9248分）

  - 夏洛特黃蜂
    - 平均得分第一（23.5分）
    - 總得分第三（5651分）

  - 休斯敦火箭
    - 三分球命中率第九（37.4%）